# Swamp Shark
Pour plus de détails, voir Fiche technique et Distribution.
Swamp Shark est un film d'horreur américain réalisé par Griff Furst, sorti en 2011, avec Kristy Swanson, D. B. Sweeney, Robert Davi, Jason Rogel, Sophia Sinise, Richard Tanne et Jeff Chase. Le film a été produit par Kenneth M. Badish et Daniel Lewis et a été écrit par Eric Miller, Charles Bolon et Jennifer Iwen. Il s’agit d’une production originale de Syfy Channel qui a été diffusée pour la première fois aux États-Unis sur Syfy Channel le 25 juin 2011,.

## Synopsis
Un trafiquant d'animaux libère accidentellement un gros requin dans un marécage près d’une ville et ce requin aime le goût de la chair humaine.

## Distribution
- Kristy Swanson : Rachel Bouchard
- D. B. Sweeney : Tommy Breysler
- Robert Davi : le shérif Watson
- Jason Rogel : Martin
- Jeff Chase : Jason 'Swamp Thing' Bouchard
- Richard Tanne : Tyler
- Dylan Ramsey : Scott
- Sophia Sinise : Krystal Bouchard
- Wade Boggs : l’adjoint Stanley
- Ashton Leigh : Amber
- Thomas Tah Hyde III : Marcus
- Charles Harrelson : Noah
- Natacha Itzel : Sarah
- Harold Evans : Jackson
- Lance E. Nichols : Simon